# Barrage Kissir
 (mai 2015).
Si vous disposez d'ouvrages ou d'articles de référence ou si vous connaissez des sites web de qualité traitant du thème abordé ici, merci de compléter l'article en donnant les références utiles à sa vérifiabilité et en les liant à la section « Notes et références ».
Le barrage Kissir est situé en Algérie, à 9 km à l’ouest de la ville de Jijel et à 6 km de la ville d’El Aouana le long de la route N43. 
Sa capacité de retenue normale est de 68 millions de mètres cubes à la cote 44.5 NGA[réf. souhaitée]. Il est constitué d’une digue de 400 mètres de longueur et sa hauteur est de 56 mètres. La largeur de la crête est de 8,50 mètres avec 4 ouvertures.

## Présentation

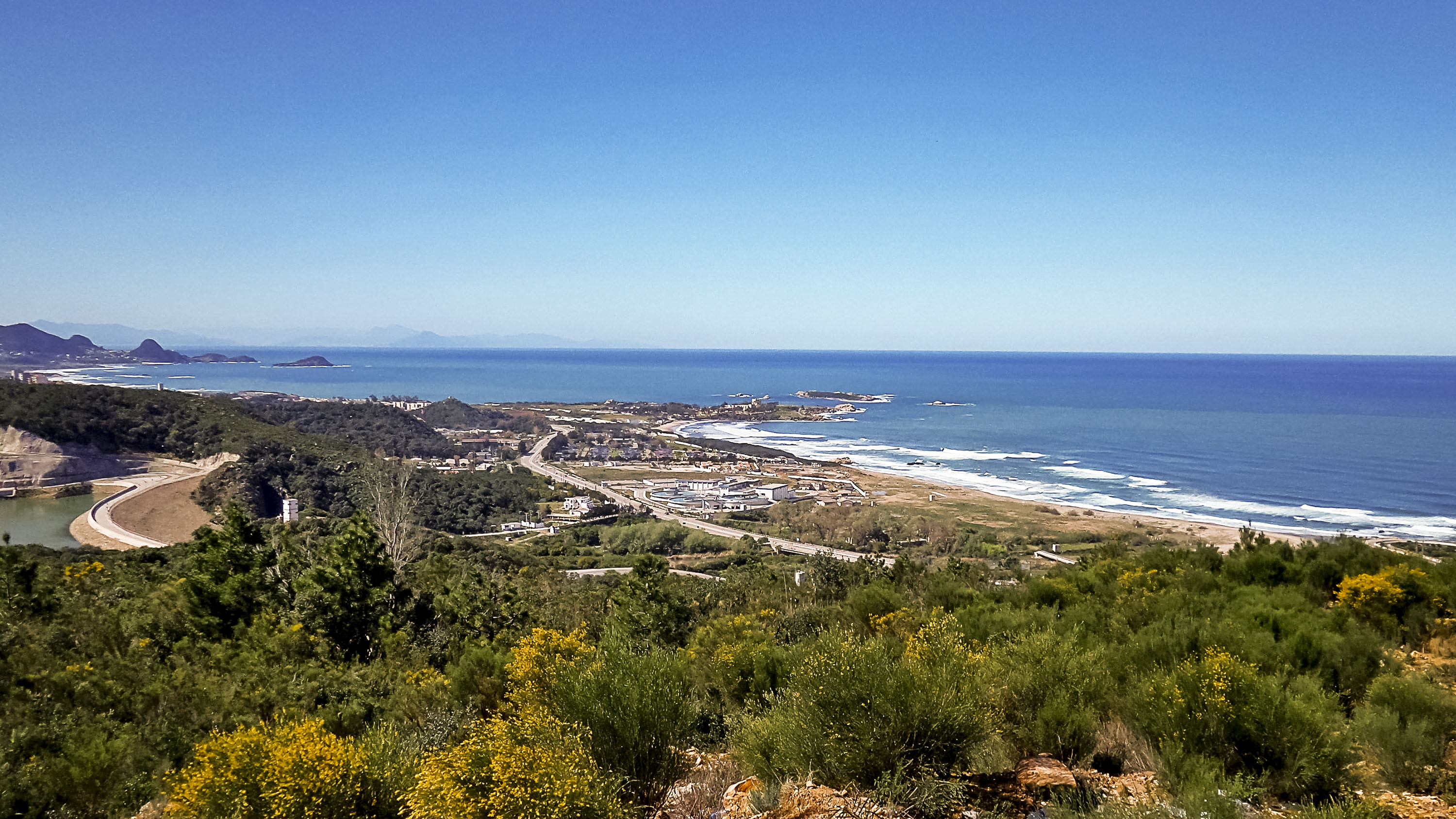
Vue du barrage de Kissir

Ce type de digue est en alluvions avec un noyau central vertical en argile et plus d’un million de mètres cubes de matériaux. Il fournit environ 48 millions de mètres cubes par an, 36 millions de mètres cubes pour l’AEP et 12 millions de mètres cubes pour l’irrigation. 

### Galerie de dérivation et vidange de fond
Sa longueur est 309,92 mètres avec un diamètre de 4,5 mètres. Son débit est de 440 m3/s, ce tunnel assure les trois fonctions suivantes : 
- dérivation provisoire avec un débit laminé de 130 m3/s ;
- vidange de fond ;
- ouvrage terminal de transfert des eaux.

Les travaux de creusement de la galerie ont commencé en 2007 et ont duré environ six mois. Ils se sont achevés le 20 juin 2007. Cinq mois de bétonnage ont été nécessaires pour l’achèvement définitif en novembre 2007. 
En parallèle les travaux d'excavation et le traitement des fondations de la digue par colonne ballastée ont pris beaucoup de temps.

## L’étude géologique
Elle a révélé un sol alluvionnaire, ce qui a imposé la mise en place d’une paroi roulée de 45 mètres de profondeur afin de pallier les infiltrations des eaux souterraines et de permettre une bonne imperméabilité, complétée par un voile étanche réalisé par injection. En mai 2009 la digue a été achevée. 

## Ouvrages annexes
- La tour de prise

On en dénombre quatre : la prise no 1 à la cote 17 NGA ; la deuxième à la cote 23 NGA ; la 3e à la cote 32 NGA et la 4e à la cote. L’évacuateur de crue latéral esthétiquement est remarquable avec un système pour casser les vagues et diminuer la force des eaux (afin d’éviter de potentielles inondations).  
- L’équipement hydromécanique notamment les conduites, les vannes motorisées avec des commandes à distance a été mis en place dès l’achèvement des travaux de bétonnage. Pour permettre le contrôle rigoureux et minutieux de tout l’ouvrage, un système sophistiqué d’osculation a été mis en place.

En septembre 2008 l’ANBT a lancé la station de traitement et le transfert de plus de 34 km de conduite vers les villes de Aouana et Jijel avec un transfert de 100 000 m3 par jour.  
Le projet s’est achevé en décembre 2010, et le barrage s’est rempli pour la première fois au 20 février 2011, sa profondeur est de 44,5 mètres et sa superficie est 1 074 ha.
Le traitement des eaux se fait par les procédés suivants : 
- Une cascade d’aération :

Cette technologie employée permet de fournir aux bactéries des conditions de vie idéales pour leur permettre un développement rapide. 
Les bactéries dégradent alors la pollution pour croître. Ainsi, le bassin d’aération permet l’abattement de la pollution carbonée, la nitrification, lors des phases aérées et la dénitrification lors des phases non aérées. Il élimine également une partie de la pollution phosphorée par voie biologique (synthèse bactérienne). Le reste de la pollution phosphorée est traité chimiquement par l’adjonction de chlorure ferrique. 
- Un bassin de coagulation :

Pour éliminer certaines particules, on a recours aux procédés de coagulation et de floculation. La coagulation a pour but principal de déstabiliser les particules en suspension, c'est-à-dire de faciliter leur agglomération. En pratique, ce procédé est caractérisé par l'injection et la dispersion de produits chimiques. La floculation a pour but de favoriser, à l'aide d'un mélange lent, les contacts entre les particules déstabilisées. Ces particules s'agglutinent pour former un floc qu'on pourra facilement éliminer par décantation (séparer les particules par gravitations)  
- Clarificateur :

C’est la dernière étape de l’épuration de l’eau. Elle consiste à laisser reposer l’eau pendant 6 heures pour que les dernières impuretés tombent au fond de l’eau. Après cette étape, l’eau est enfin rejetée dans la nature. 
- Huit sites gravitaires (un système alternatif aux stations de pompage, ici c’est la gravité qui propulse les eaux).

Il y a quatre réservoirs de 20 000 mètres cubes. Ces eaux traitées seront par la suite transférées vers les réservoirs de distribution.